# Clackline
Clackline är en ort i Australien. Den ligger i kommunen Northam och delstaten Western Australia, omkring 68 kilometer öster om delstatshuvudstaden Perth. Antalet invånare är 384.
Runt Clackline är det mycket glesbefolkat, med 2 invånare per kvadratkilometer.. Närmaste större samhälle är Northam, omkring 16 kilometer nordost om Clackline. 
Trakten runt Clackline består till största delen av jordbruksmark. Genomsnittlig årsnederbörd är 633 millimeter. Den regnigaste månaden är september, med i genomsnitt 108 mm nederbörd, och den torraste är december, med 13 mm nederbörd.